# Thomas Armstrong (musicien)
Pour les articles homonymes, voir Thomas Armstrong, Thomas Armstrong (cyclisme) et Armstrong.
Sir Thomas Henry Wait Armstrong (né le 15 juin 1898 à Peterborough - mort le 26 juin 1994 à Olney) est un organiste, chef d'orchestre, compositeur et pédagogue britannique. 
Il est issu d'une famille de musiciens et il commence sa carrière comme organiste d'église et de cathédrale. À partir des années 1920, il est broadcaster pour la BBC, donnant ainsi des conférences et jouant.
Alors qu'il est organiste et membre du corps professoral de Christ Church à Oxford, Armstrong combine le travail académique avec la pratique de la musique, en tant qu'organiste et chef d'orchestre. De 1955 à 1968, il est directeur de la Royal Academy of Music (RAM) de Londres, où il est connu pour son souci du bien-être de son personnel et de ses étudiants et ses efforts pour renforcer les liens avec les écoles de musique étrangères.

## Biographie

### Jeunesse
Thomas Armstrong est né à Peterborough, l'aîné de trois enfants et le fils unique d'Amos Ebenezer Armstrong (1878–1950) et de sa femme Elizabeth Annie West, née Handford (1880–1939). Sa mère est une ancienne directrice et son père est une figure de proue de la vie musicale de Peterborough, maître de musique à la King's School, organiste et chef de chœur à l'église Sainte Augustine de Woodston, et chef d'orchestre des sociétés locales d'opéra, d'orchestre et de chorale. Le jeune Armstrong est choriste à la Chapelle Royale du Palais St James de 1907 à 1910, période pendant laquelle il chante aux funérailles du roi Édouard VII à l'abbaye de Westminster. 
En 1912, Thomas Armstrong est nommé organiste de l'abbaye de Thorney et, l'année suivante, il est stagiaire auprès de Haydn Keeton, organiste de la cathédrale de Peterborough. Un autre apprenti, Malcolm Sargent, connu plus tard comme chef d'orchestre, devient un ami proche. Ils aiment tous deux faire remonter leur ascendance musicale à Mozart : Keeton a fait son stage chez George Elvey, qui a fait son stage chez Thomas Attwood, qui a fait son stage chez Mozart. 

### Début de carrière

#### La Grande guerre
En 1915-1916, Thomas Armstrong est organiste assistant à Peterborough pendant un an avant d'être élu organiste au Keble College d'Oxford. Ses études sont interrompues par le service en France pendant la Première Guerre mondiale ; il s'enrôle dans l'Artillerie royale en 1916, avant d'être mis en service vers la fin de la guerre. Pendant son service de guerre il rencontre Ralph Vaughan Williams, qu'Armstrong décrit plus tard comme « la plus grande influence que quiconque sur ma vie » (the greatest influence of anybody on my life). Armstrong reste en France pendant quelques mois après la cessation des hostilités, ne retournant en Angleterre qu'en 1919 ; il a loué une chambre avec un piano à Cambrai pour se remettre à l'entraînement. 

#### L'ascension
Après la guerre, Thomas Armstrong termine ses études, étudiant la musique avec Hugh Allen et l'orgue avec Henry Ley à Christ Church. Il obtient un Bachelor of Arts en histoire moderne en 1921 et son Bachelor de musique en 1922. 
Après avoir quitté Oxford en 1922, Thomas Armstrong prend brièvement un poste à la cathédrale de Manchester comme organiste assistant, période pendant laquelle il travaille avec Hamilton Harty. L'année suivante, il est nommé organiste de l'église Saint-Pierre dans le quartier d'Eaton Square de Londres. Pendant cette période, il étudie au Royal College of Music avec Gustav Holst et Ralph Vaughan Williams. En 1926, Armstrong épouse Hester Draper, fille du révérend William Henry Draper, maître du temple. Ils sont mariés pendant 52 ans et ont deux enfants : Robert (plus tard baron Armstrong d'Ilminster) (1927-2020) et Helen Hilary (née en 1930). 
En 1927, Thomas Armstrong fait sa première émission, dans un récital d'orgue pour la BBC, jouant de la musique allant de Buxtehude à Stanford et Parry; sa longue association avec la BBC comprend de nombreux entretiens à la radio sur des sujets tels que la musique britannique. En 1928, il achève les trois compositions requises pour l'attribution d'un Dmus : A Passer-By (une rhapsodie pour baryton, chœur et orchestre), un Fantasy Quintet (pour cordes et piano), et Friends Departed (pour soprano, chœur et orchestre). De 1928 à 1933, il est organiste de la cathédrale d'Exeter, poste qu'il occupe en parallèle avec la direction de la musique au Collège universitaire du Sud-Ouest.

### Oxford et la Royal Academy of Music
Thomas Armstrong retourne à Oxford en 1933 en tant qu'organiste de la Christ Church, succédant à William Harris qui a été nommé à la chapelle Saint-Georges de Windsor. Il est également chef d'orchestre de l'Oxford Orchestra et de l'Oxford Bach Choir, et président du Musical Club and Union. En 1939, le conseil d'administration de Christ Church l'élit étudiant (l'équivalent d'une bourse dans d'autres collèges), le premier organiste à recevoir cet honneur. Son fils écrit qu'Amstrong « a trouvé la communauté universitaire au sens large profondément sympathique, en particulier la salle commune senior de Christ Church… Pour lui, Oxford était et est restée une maison spirituelle » (found the wider academic community deeply congenial, especially the Senior Common Room at Christ Church … For him, Oxford was, and remained, a spiritual home). À la mort d'Allen, après un accident de la route en 1946, Armstrong espère être nommé pour lui succéder en tant que professeur de musique à l'université, mais le poste est confié à Jack Westrup. 

En 1955, Thomas Armstrong est nommé directeur de la Royal Academy of Music. The Times commente plus tard cette période :
Il était tout à fait typique d'Armstrong qu'à ce stade, âgé de 57 ans, il se mette à jouer de la contrebasse, recevant des leçons de l'un de ses propres collaborateurs. Soutenu par sa femme Hester, qui a fourni un refuge de confort et d'affection à des milliers d'étudiants, il a guidé les fortunes souvent chancelantes de l'Académie avec sagesse, prévoyance et humanité pendant les 13 années suivantes.
En plus de son souci du bien-être de ses étudiants et de son personnel, Thomas Armstrong s'est efforcé de développer des liens entre la RAM et les conservatoires de musique d'autres pays européens. 
En plus de ses fonctions de RAM, Thomas Armstrong est proéminent dans d'autres aspects de la vie musicale britannique. Il est conseiller principal du Delius Trust, président de la Royal Philharmonic Society, membre du Countess of Munster Trust, membre du conseil d'administration du Royal Opera House, gouverneur de l'Old Vic - Sadler's Wells Foundation, président des gouverneurs de la Central Tutorial School for Young Musicians (fondée en 1962), aujourd'hui rebaptisée Purcell School, et président du Musicians Benevolent Fund. 
Thomas Armstrong est fait chevalier en 1958 et prend sa retraite en 1968, alors qu'il a 70 ans. Lui et sa femme déménagent dans le village de Newton Blossomville dans le Buckinghamshire, près de la frontière du Bedfordshire. Là, il forme et dirige une chorale de village, qui remporte plusieurs prix dans des festivals de musique. Après la mort de sa femme en 1982, il s'installe à Olney, à quelques kilomètres de là, partageant un cottage avec Rosemary Rapaport, son ancienne collègue de la RAM. Robert Armstrong rappelle qu'à Olney, alors qu'il a déjà 90 ans, Thomas Armstrong « était ravi d'être sollicité, comme le vieil homme d'East Street qui joue de l'orgue, pour jouer pour la messe à l'église catholique romaine locale pendant six mois ».
Thomas Armstrong décède chez lui à Olney à l'âge de 96 ans. 

## Œuvre
Thomas Armstrong est modeste à propos de sa musique, bien qu'il ait composé toute sa vie, malgré les autres exigences de son temps. Pour son entrée dans le Who's Who, il s'est limité à sept mots sur le sujet : « Compositions : diverses, les plus grandes restent inédites. Il a admis qu'il n'avait pas respecté le conseil de Vaughan Williams selon lequel « si vous écrivez un peu de musique au mieux de vos capacités chaque jour de votre vie, vous écrirez un bon morceau avant de mourir » (if you write a little bit of music to the best of your ability on every day of your life you will write one good piece before you die). Il a continué à composer jusqu'à ses quatre-vingt-dix ans : « J'essaie toujours d'écrire un peu de musique dans mon idiome désuet. Mais je suppose que rien n'est aussi désuet que ce qui était avant-gardiste il y a cinq ans » (I still try to write a little music in my antiquated idiom. But I suppose nothing is so antiquated as what was avant-garde five years ago). 
Thomas Armstrong a composé 25 hymnes, chants, services et un grand nombre de chansons. Les œuvres profanes ambitieuses composées pour son doctorat sont restées ininterprétées jusqu'à sa mort, lorsqu'elles ont été enregistrées sur un CD Chandos. Son biographe Richard Stoker écrit qu'Armstrong « appartenait à la douce tradition anglaise de Parry, Vaughan Williams, Howells et Finzi ». 